# Raspabook
Raspabook es una editorial independiente creada en 2013 que desarrolla su actividad en el mercado español y ha establecido lazos con el área literaria latinoamericana. Su catálogo incluye narrativa, poesía, literatura infantil y juvenil y cocina.
Entre otros ha publicado obras de Vega Cerezo, Teresa Marín Blázquez, Alicia Vera, Pascual García, Luis Alberto de Cuenca, Natalia Carbajosa, Annie Costello, Ginés Cruz, Emily Fragos, Aníbal García Rodríguez, Francisco Javier García Hernández, Purificación Gil, Juana González Pérez, Rosario Guarino, David López Sandoval, Marisa López Soria, Antonio Marín Albalate, Isabel Martínez Barquero, Claudia Masin, Chelete Monereo, Federico Montalbán, Katy Parra, Andrés de la Orden, Carmen Piqueras, Antonio Praena, Mariano Sánz Navarro, María José Sevilla, Josefina Soria, Natxo Vidal y Susana Villalba.